# Eremo di Santa Domenica
L'Eremo di Santa Domenica è un antico eremo situato nel comune di Monselice, sulla cima del Monte Ricco, limite sud-orientale del Parco Regionale dei colli Euganei, nella provincia di Padova. La sua posizione remota nella campagna veneta, lo rendeva un rifugio ideale per coloro che cercavano la contemplazione e la spiritualità ma anche un luogo strategico in un territorio ricco di risorse.

## Storia
Le origini dell'Eremo di Santa Domenica risalgono al 4 maggio 1203, quando il comune di Monselice donò dei terreni al magister Alberto per la fondazione del monastero di San Giovanni Evangelista. Si trattava di una piccola comunità che nel 1258 si trasferì a Padova. Dopo questa data il monastero sul Monte Ricco, il secondo più antico dopo la sede madre di San Benedetto a Padova, diventa una dipendenza del monastero cittadino.
Le fonti scritte delle visite pastorali evidenziano segni di fondazione di una chiesa dedicata a San Giovanni Battista già diroccata nel 1489, anno della visita del vescovo Pietro Barozzi.

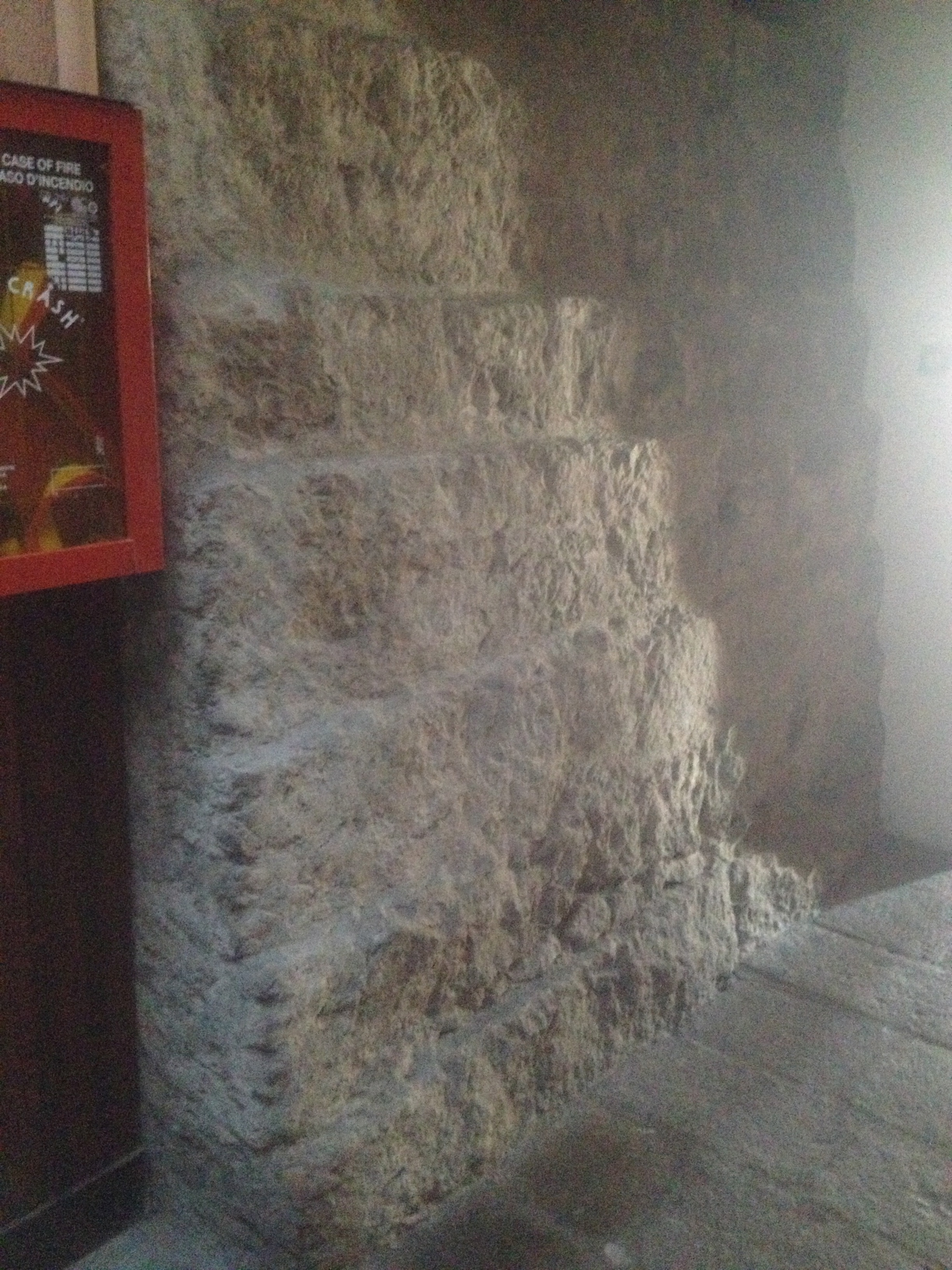
Paramento murario con grandi blocchi di trachite ubicato all'ingresso del monastero.

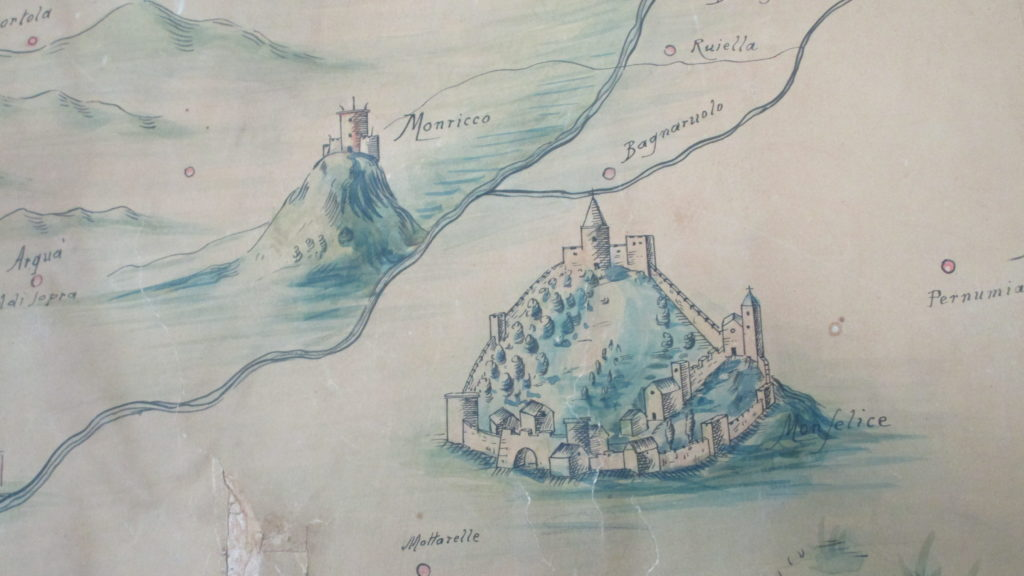
Dettaglio della carta presente all'interno della villa, si tratta di una copia della carta del 600 di Magini, in cui si rappresenta la fortificazione sulla cima del monte Ricco.

Gli interessi di natura religiosa nel territorio si sono combinati con altri di natura economica e militare. Il Monte Ricco, chiamato mons Vinearum, Vignalesco o Vitum, era quasi interamente coltivato a vite, anche attraverso terrazzamenti. I vigneti erano di proprietà del monastero di S. Giovanni e nella seconda metà del XIII di Ezzelino da Romano.  Il Catastico di Ezzelino parla di un castello sul Monte Ricco, una struttura strategica per il controllo del territorio di Monselice, poi passato in mano alle autorità padovane. Nel XVII secolo si riscontra la presenza di ruderi della torre costruita in pietre squadrate; le fondamenta vennero rinvenute durante i lavori di costruzione della villa, insieme a palle di pietra utilizzate per le catapulte. Ulteriori fonti, descrivono un territorio coltivato a vite e ulivo già dal XII secolo. 

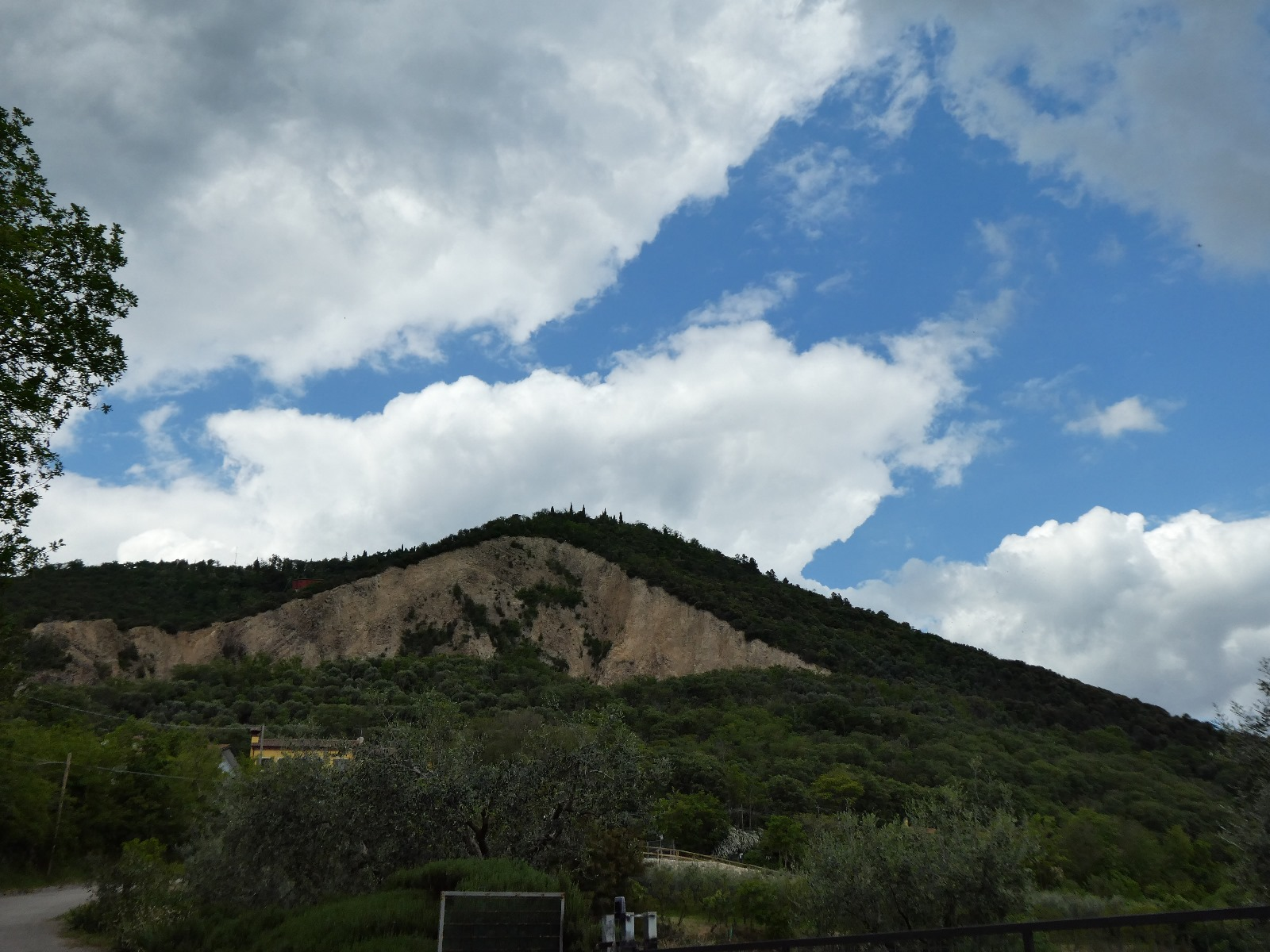
Monte Ricco

Nel corso dei secoli, l'area dell'attuale eremo ha continuato a essere un punto di riferimento spirituale per gli eremitani di S. Agostino che frequentarono il luogo fino alla loro soppressione nel 1769.
Negli anni 20 del 900 il conte Vittorio Cini costruisce per sè e la sua famiglia una villa e nel 1947 dona l'intera proprietà ai Frati minori conventuali della Basilica del Santo, con la richiesta di intitolare il luogo "Eremo di Santa Domenica" in ricordo di sua nonna. L'area diventa una casa di cura, un centro di spiritualità e poi una comunità di recupero. La proprietà è stata messa in vendita e acquistata nel 2023.

## Descrizione

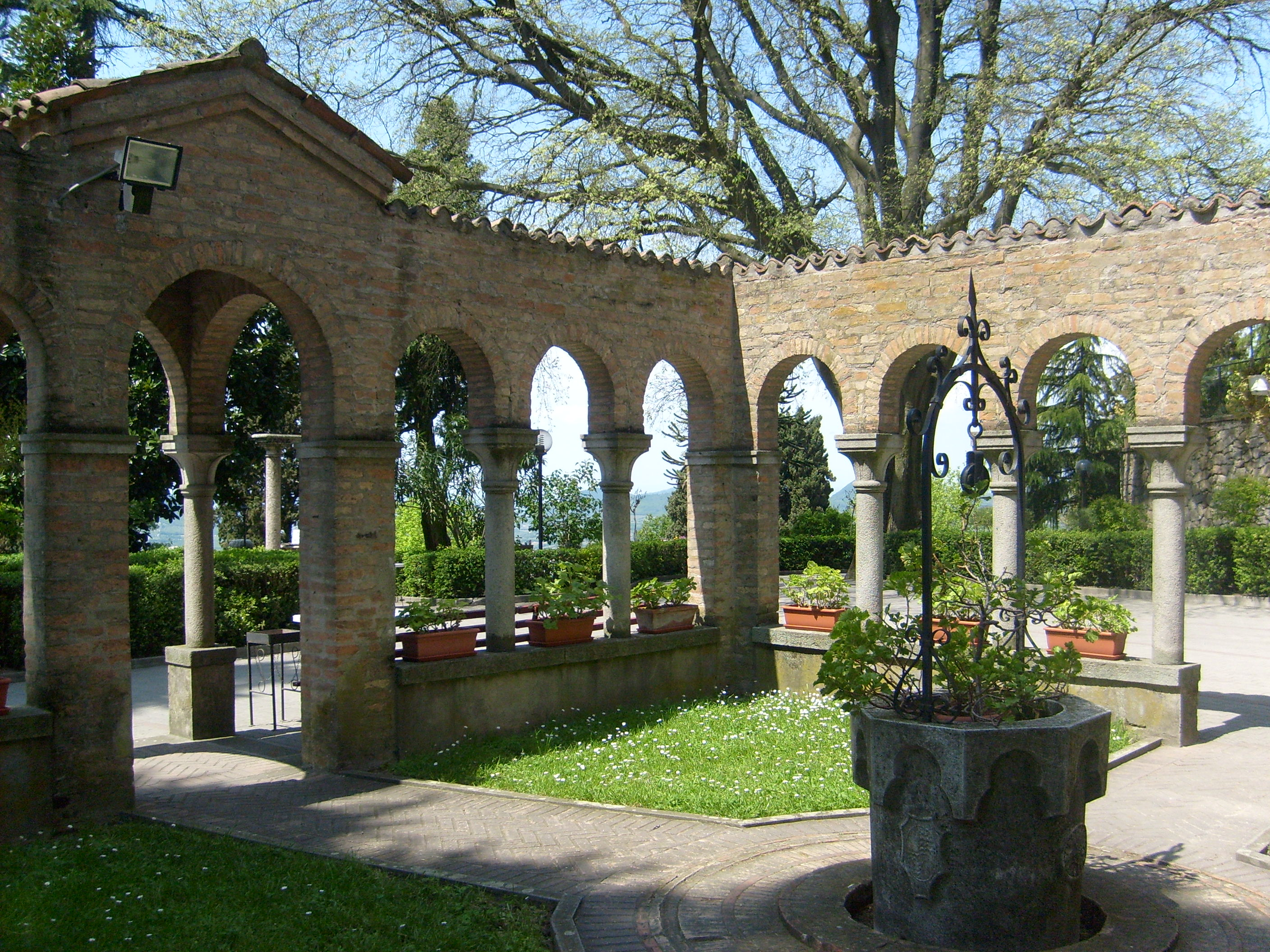
Vista del finto chiostro

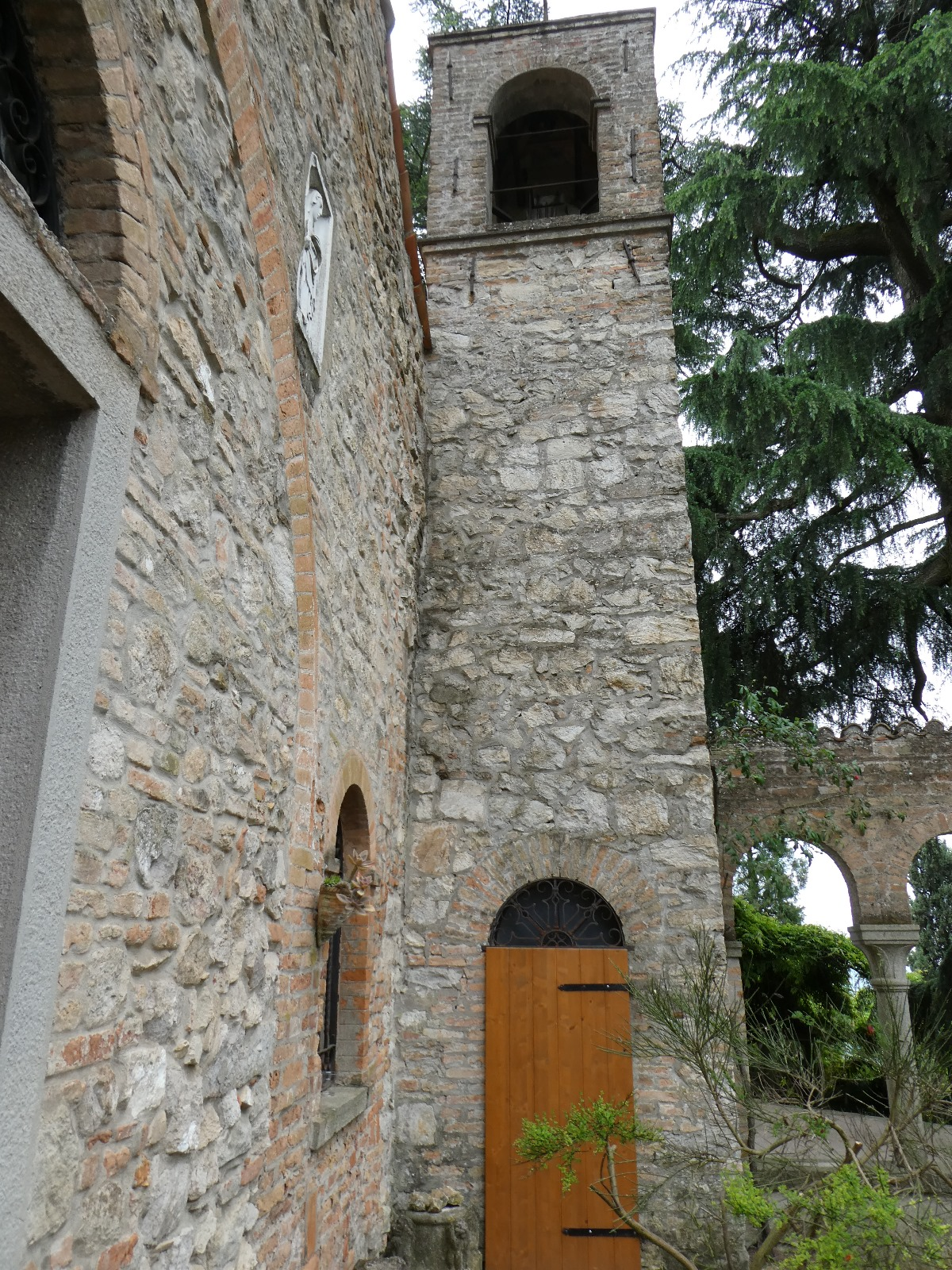
Parte della chiesa

La proprietà donata ai frati conventuali comprende l'edificio della villa addossato alla antica chiesa di San Giovanni, a cui si accede da un finto chiostro. Gli edifici visibilmente costruiti in materiali e tecniche diversi (il campanile in pietra grezza e la villa con pareti intonacate), sono circondati da un giardino che comprende la lunga scalinata per la terrazza di Ercole, punto panoramico ornato da una statua che regge il mondo.

## Valorizzazione
L'area è tappa del percorso N.6 del Parco Regionale dei colli Euganei. Meta per turismo naturalistico e culturale e frequentato dai residenti per praticare sport (camminata, ciclismo, trekking), è facilmente raggiungibile dal centro abitato e dalla stazione ferroviaria.